# Bund Deutscher Architektinnen und Architekten

Ehemaliges Logo (2013)

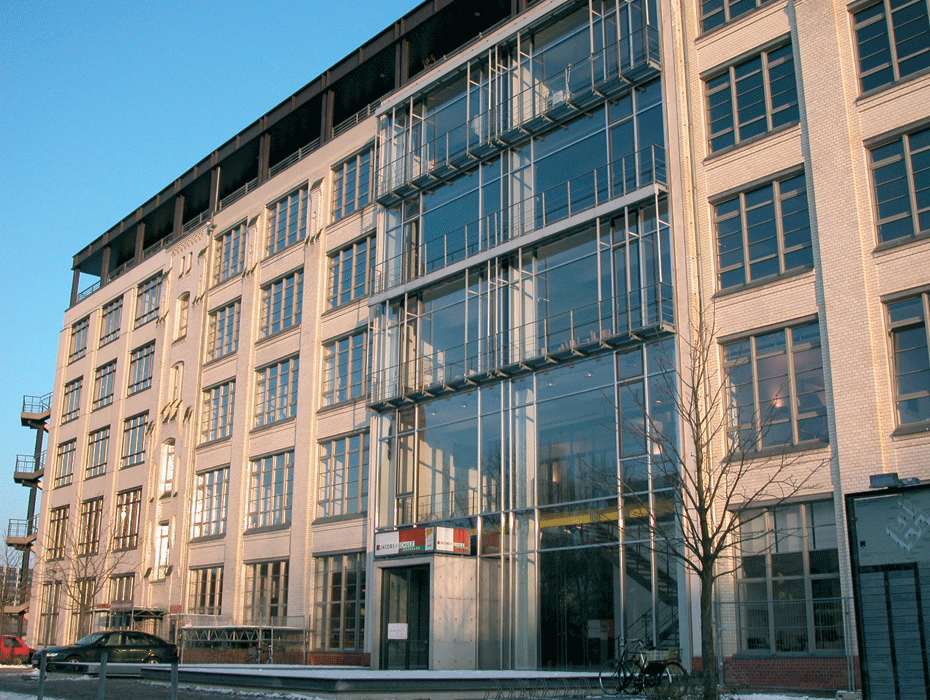
Sitz des BDA im Deutschen Architektur Zentrum in Berlin-Mitte

Der Bund Deutscher Architektinnen und Architekten BDA e. V., hervorgegangen aus dem Bund Deutscher Architekten, ist eine Vereinigung freiberuflich tätiger Architekten in Deutschland. Er hat rund 5000 Mitglieder.
Der Berufsverband ist föderal in lokalen und regionalen Gruppen und in Landesverbänden organisiert, die unter dem Dach des BDA-Bundesverbandes mit Sitz in Berlin vereint sind.
Mitglieder können nicht auf eigene Initiative beitreten, sondern jeder Landesverband beruft solche Architekten, „deren berufliches Werk besondere, ganzheitliche Ansprüche an die Qualität der Planung erfüllen und die darüber hinaus mit ihrer Arbeit gesellschaftliche Verantwortung übernehmen und für einen fairen, transparenten Umgang mit allen Beteiligten am Bau stehen“.

## Geschichte
Der Verband wurde am 21. Juni 1903 in Frankfurt am Main gegründet, um die Interessen freischaffender Architekten gegenüber Immobilienspekulanten und Bauunternehmern zu wahren und die Qualität der Architektur zu fördern. Dazu legte die Satzung eine strikte Trennung zwischen architektonischer Entwurfstätigkeit und gewerblicher Tätigkeit fest. Sitz des BDA war zunächst Hannover, da von der Hannoverschen Architektenschaft erste Impulse zur Gründung ausgegangen waren, und der dort ansässige Architekt Albrecht Haupt in den ersten Jahren das Amt des Vorsitzenden innehatte. Die Eintragung ins Vereinsregister erfolgte ebenfalls in Hannover am 16. September 1907.
Innerhalb weniger Jahre wurde der BDA in vielen Regionen Deutschlands zum wichtigsten Vertreter der Interessen freier Architekten. In seinem Rahmen fanden sich zahlreiche Reformarchitekten zusammen, die neben dem Deutschen Werkbund großen Einfluss auf die Entwicklung der Moderne in Deutschland hatten.
1919 beschlossen der bisherige BDA, die Deutsche Freie Architektenschaft (DFA) und die Deutsche Architektenschaft (DA) ihre Vereinigung zum neuen BDA. Zum Zeitpunkt seiner ersten Hauptversammlung im Juni 1920 in Würzburg zählte der neue BDA rund 2.500 Mitglieder.
Während der Präsidentschaft von Wilhelm Kreis kam es ab 1927 zu einem Schulterschluss zunächst widerstreitender eher konservativer und eher progressiver Architekten, die sich in wegweisenden Kongressen zur Rationalisierung und Optimierung von Wohnungsbauten niederschlugen.
1934 erfolgte unter der Präsidentschaft von Eugen Hönig die Gleichschaltung des Bundes Deutscher Architekten zur staatstragenden Standesvertretung der Architektenschaft, nämlich als Fachgruppe innerhalb der Reichskammer der bildenden Künste, die wiederum eine Unterorganisation der Reichskulturkammer war. Der Verlust der organisatorischen Selbständigkeit bedeutete faktisch die Auflösung des BDA.
1948 wurde der BDA zunächst in einzelnen Ländern, dann in der gesamten Bundesrepublik, unter maßgeblicher Beteiligung von Architekten wie Eugen Fabricius und anderen, die bereits vor 1933 BDA-Mitglieder gewesen waren, neu gegründet. Neuer Sitz wurde Bonn. 1952 konstituierte sich in Folge der Teilung Deutschlands in der DDR der Bund Deutscher Architekten mit Sitz in Ost-Berlin; dieser wurde im März 1971 in Bund der Architekten der DDR umbenannt.
Während der Präsidentschaft von Otto Bartning (1950–1959) gelangte der BDA in den Aufbaujahren der Bundesrepublik zu großem politischen Einfluss. In diese Zeit fällt auch die Aufnahme des BDA und des DDR-Verbandes in die Union Internationale des architectes (UIA), die als weiterer Schritt der Rückkehr Deutschlands in die Völkergemeinschaft gewertet wurde.
1969 wurde mit der Gründung der Bundesarchitektenkammer ein wesentliches Arbeitsziel des BDA erfüllt. Die Sinnkrise des Verbandes löste eine 1972 verabschiedete neue Satzung, die das „Planen und Bauen in Verantwortung gegenüber der Gesellschaft“ als höchstes Ziel des Bundes formulierte. In der Arbeit des Bundes kommt es dennoch bis heute zu inhaltlichen Überschneidungen mit der Bundesarchitektenkammer und den Landesarchitektenkammern, in denen auch angestellte Architekten organisiert sind.
Im Zuge des Beitritts der Länder der ehemaligen DDR zur Bundesrepublik löste sich der Bund der Architekten der DDR (BdA/DDR) 1990 auf. In der Folge wurden in den neuen Bundesländern Landesverbände des BDA gegründet. 1999 verlegte der Verband seine Bundesgeschäftsstelle von Bonn nach Berlin. Ende 2020 wurde der BDA-Bundesverband in „Bund Deutscher Architektinnen und Architekten BDA“ umbenannt.

## Organisation
Der BDA hat nach eigenen Angaben 4900 Mitglieder (Stand Ende 2023). Die Bundesgeschäftsstelle befindet sich in Berlin-Mitte im Deutschen Architektur Zentrum. Amtierende Präsidentin ist Susanne Wartzeck. Der Verband ist in 16 Landesverbände mit regionalen und städtischen Untergruppen in den Bundesländern, Regionen, Gemeinden und Städten präsent. Der regionale Bezug soll garantieren, dass die notwendige kritische Diskussion des Baugeschehens aktuell und von gut informierten Fachleuten geführt werden kann.

## Aktivitäten
Der Verband ist Herausgeber der Zeitschrift Die Architekt, die sich mit einem interdisziplinären Ansatz wichtigen Fragestellungen der Grundlagen der Architektur und der Baukultur widmet. Der Verband ist zudem Träger des Deutschen Architektur Zentrums DAZ (Künstlerische Leitung: Laura Holzberg, Alesa Mustar) in Berlin, das mit Ausstellungen und Begleitveranstaltungen aktuelle Tendenzen in Architektur und Städtebau vorstellt. Der BDA vermittelt seine Anliegen auf Bundesebene mit den jährlich stattfindenden Veranstaltungen „Berliner Gespräch“ und „BDA-Tag“ sowie durch zahlreiche weitere Veranstaltungen zu aktuellen Themen, durch Stellungnahmen und Publikationen.

## Preise

### Bundesebene

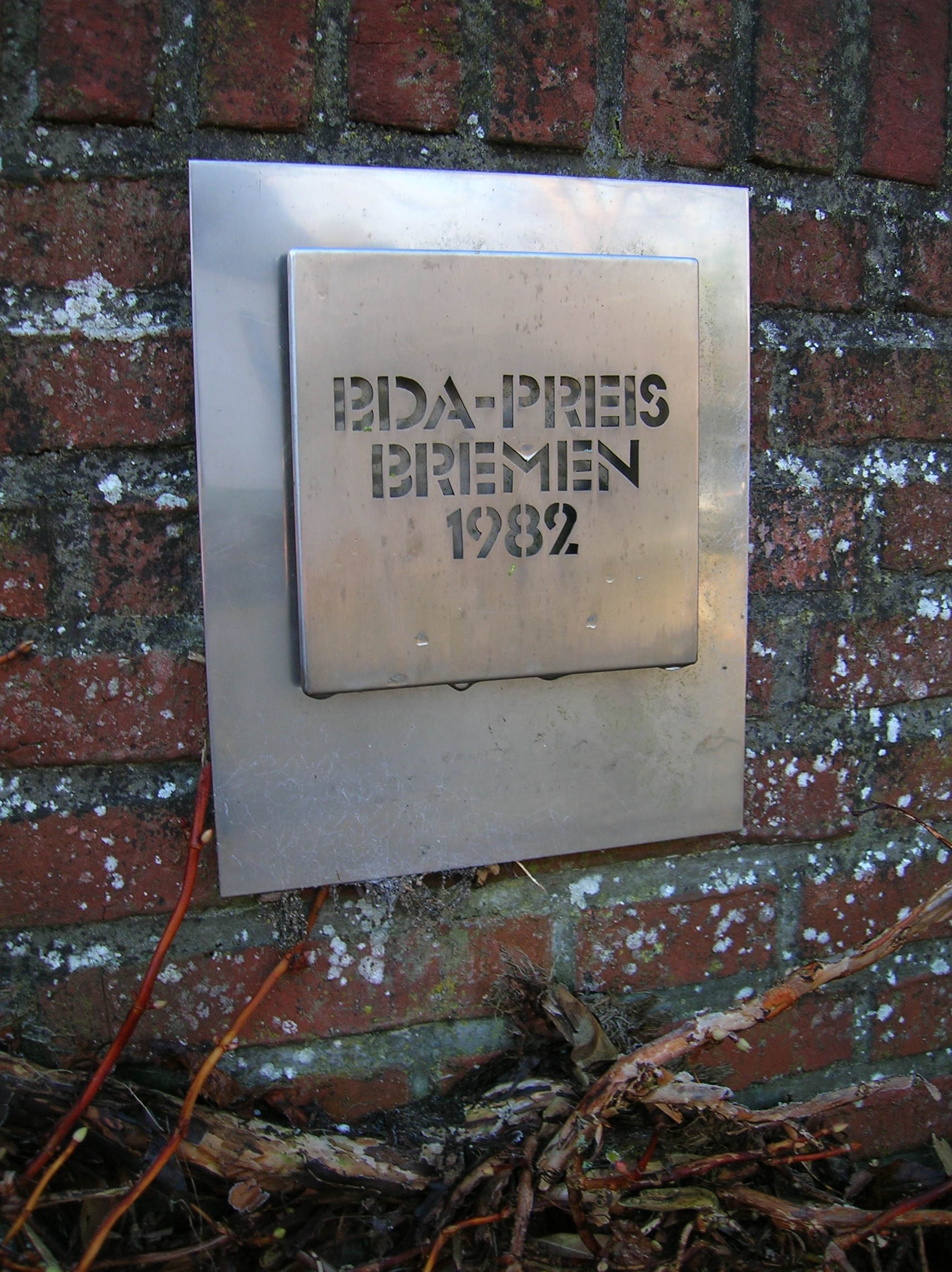
Brinkama-Hof in Weddewarden

Der Bundesverband verleiht im jährlichen Wechsel den Großen BDA-Preis, den BDA-Preis für Architekturkritik und den BDA-Architekturpreis Nike. In Kooperation mit dem Verband Polnischer Architekten (SARP) wird der bilaterale Förderpreis BDA-SARP-Award für Absolventen der Fachrichtung Architektur an deutschen und polnischen Hochschulen vergeben. Der Deutsche Bauherrenpreis wird vom Deutschen Städtetag, dem Bund Deutscher Architekten und dem Bundesverband deutscher Wohnungs- und Immobilienunternehmen ausgelobt. Als Kooperationspartner begleitet der BDA-Bundesverband weitere Architekturpreise.

### Länderebene
Die Landesverbände zeichnen auf Länderebene ihrer Ansicht nach gelungene Architektur aus und unterstützen mit Förderpreisen für besonders befähigt erachtete Studenten und Absolventen der Architekturfakultäten.
- Der Landesverband Berlin vergibt im Drei-Jahres-Rhythmus seine regionalen Preise. Im Jahr 2018 haben sich Architekten mit insgesamt 95 Gebäuden um einen Preis beworben. Jedermann kann dazu auch im Internet unter www.bda-preis-berlin.de seine Stimme abgeben. Vorgeschlagen wurden Bauwerke in ganz unterschiedlichen Stilen, die sich vor allem auch gut an vorhandene Bauten oder an die Umgebung anpassen. Dazu gehören beispielsweise der Paragon-Apartment-Bau in der Danziger Straße, ein aus einer früheren Wasserschutzpolizei-Station in Schöneweide an der Spree entstandener Wohnbau auf Stelzen, der Neubau der Kopernikus-Schule in der Steglitzer Lepsiusstraße oder das Haus FRIZZ 23 in der Friedrichstraße, ein Gewerbehaus aus Modell-Baugruppen.[9]
- BDA-Preis Bayern
- BDA-Preis Niedersachsen
- Hugo-Häring-Preis (Baden-Württemberg)
- BDA Hamburg Architekturpreis[10]
- Architekturpreis des BDA Sachsen
- Hannes-Meyer-Preis (BDA Sachsen-Anhalt)
- BDA-Preis Schleswig-Holstein[11]

## Präsidenten
- 1903–1908: Karl Abrecht Haupt
- 1908–1912: Martin Dülfer
- 1913–1919: Georg Frentzen
- 1919–1920: Martin Elsässer
- 1920–1926: Cornelius Gurlitt
- 1927–1933: Wilhelm Kreis
- 1933: Eugen Hönig
- 1933–1945?: Carl Christoph Lörcher
- 1948–1950: Bernhard Ingwersen
- 1950–1959: Otto Bartning
- 1959–1965: Wilhelm Wichtendahl
- 1965–1971: Konrad Sage
- 1971–1975: Hans-Busso von Busse
- 1975–1979: Helmut Romeick
- 1979–1983: Volkwin Marg
- 1983–1987: Wilhelm Kücker
- 1987–1993: Erhard Tränkner
- 1993–1995: Jochen Boskamp
- 1995–1999: Andreas Gottlieb Hempel
- 1999–2001: Heinrich Pfeffer
- 2001–2007: Kaspar Kraemer
- 2007–2013: Michael Frielinghaus
- 2013–2019: Heiner Farwick
- seit 2019: Susanne Wartzeck